# Chico Science
 (mai 2012).
Si vous disposez d'ouvrages ou d'articles de référence ou si vous connaissez des sites web de qualité traitant du thème abordé ici, merci de compléter l'article en donnant les références utiles à sa vérifiabilité et en les liant à la section « Notes et références ».
Chico Science, de son nom civil Francisco de Assis Franca est un artiste, musicien, chanteur et poète brésilien. Il est né le 13 mars 1966 à Olinda, dans l'état du Pernambouc, et mort à Recife le 2 février 1997.

## Biographie
Dès 1984, il participe au collectif Legiao Hip Hop, groupe de danseurs de rues, de graffeurs et de musiciens inspirés de la vague hip-hop apparue au début des années 1980 aux États-Unis.
En 1987, il fonde son propre groupe, Orla Orbe, qui se rapproche plus de la musique noire des années 1960 comme la soul et le funk.
Peu après il fonde un nouveau groupe avec ses amis Lucio Maia et Alexandro Dengue, qu'ils appellent Loustal. Ce nom est un hommage à l'illustrateur français Jacques de Loustal, dont Chico Science était un admirateur.
Outre le hip-hop, la soul et le funk de ses anciens groupes, il y intègre également du rock et du ska.
En 1991, Chico Science et ses acolytes rencontrent les membres de Lamento Negro, un collectif de percussions afro-brésiliennes qui travaille dans des programmes sociaux à la communauté Daruê Malungo, dans la banlieue de Recife.
Cette rencontre et la vigueur des percussions interpellent Chico Science et lui donnent l'idée de mélanger les influences afro-américaines aux racines de la musique brésilienne traditionnelle.
De la fusion des deux groupes naît alors Nação Zumbi, dont Chico est le chanteur. Ils donnent leur premier concert la même année, à Olinda.
Le nom du groupe est un hommage au héros révolutionnaire afro-brésilien Zumbi Dos Palmares.
Autour de ce groupe gravitent des personnages assez variés du milieu alternatif de Recife : musiciens, journalistes, artistes plastiques, punks, auteurs… Comme autre groupe du même milieu, on peut citer Mundo Livre S/A, dont le chanteur est le musicien et journaliste Fred 04 (en).
C'est autour de cette communauté hétéroclite que naît le mouvement culturel Mangue beat.
Chico Science s'adonne aussi à l'écriture. Dans ses textes il s'inspire aussi bien des grandes figures révolutionnaires latino-américaines comme Emiliano Zapata ou Sandino, que de la littérature de cordel, type d'écriture du nord-est du Brésil mêlant absurdité et poésie apocalyptique. Il y développe un certain nombre d'idées, notamment le concept d'« Afrociberdelisme ».
Le Mangue Beat se fonde en partie autour d'un texte que Chico Science écrit en compagnie de Fred O4 : Manifesto dos homems carrangueijos (Manifeste des hommes crabes).
Dès 1992, les divers groupes organisent une tournée collective au Brésil. Ils font notamment plusieurs concerts à São Paulo. Ils se font très vite connaître de la critique et du public, à tel point qu'une fois de retour à Recife, Chico Science et Nação Zumbi, enregistrent leur premier album : Da Lama ao Caos (trad : De la boue au chaos) qui sort en 1994, produit par une grosse maison de disques. Mélange de rythmes Maracatu, de rock hardcore, de funk et de textes engagés, cet ovni sonore[citation nécessaire] fait beaucoup parler de lui au Brésil[réf. nécessaire].
Peu à peu, le groupe commence à s'exporter et va jusqu'à investir les scènes nord-américaines et européennes.
Leur deuxième album Afrociberdelia, auto-produit cette fois ci, sort en 1996. Y participent diverses personnes de la scène musicale brésilienne, telles le chanteur Gilberto Gil, Marcelo D2 (chanteur du sulfureux groupe de rock-rap Planet Hemp) ou encore Fred 04. Ce second opus, plus mature, s'aventure toujours plus loin dans l'exploration musicale et dans la profondeur des textes.[réf. nécessaire]
Alors que le groupe commence à monter de façon indépendante, et gagne de plus en plus en maturité, le destin vient changer le cours des choses.
Le 2 février 1997, jour de la fête de la déesse des mers Iémanja, Chico Science meurt d'un accident de voiture sur la route qui lie Recife et Olinda, les deux cités voisines dont lui-même disait : « La plus belle vue qu'on a de Recife est lorsqu'on la voit depuis Olinda, et vice-versa, deux villes amoureuses l'une de l'autre sans lesquelles le Mangue beat n'aurait jamais existé. »
Il n'a que 30 ans. Cet événement est un choc pour la scène artistique alternative brésilienne.
Cette mort précoce d'un individu qui semblait inépuisable en créativité et qui avait encore tant de choses devant lui a fait entrer Chico Science au panthéon des artistes-mythes.
Le groupe Nação Zumbi, déstabilisé après la disparition de Chico Science, sortit par la suite un album-hommage en 1998, puis encore trois autres disques : Radio S.A.M.B.A (2000), Nação Zumbi (2002) et Futura (2006).
Chico Science aura laissé derrière lui un mouvement culturel d'une très grande richesse : le Mangue beat, qui est pour beaucoup[Qui ?] un des plus intéressants que le Brésil ait connu depuis longtemps[Quand ?]. Beaucoup d'artistes et de groupes, outre Nação Zumbi et Mundo Livre S/A, se réclament aujourd'hui de ce mouvement : on peut citer notamment Dj Dolores, l'orchestre Santa Massa, Cordel do Fogo Encantado et Mestre Ambrosio.

## Discographie
- Da Lama ao Caos (pt) (1994, (disque d'or)
- Afrociberdelia (pt) (1996, disque d'or)